# Räber (Suderburg)
Räber ist ein Ortsteil der Gemeinde Suderburg in der Samtgemeinde Suderburg und liegt im Südwesten des Landkreises Uelzen in Niedersachsen. Im Jahr 1313 wurde der Ort erstmals urkundlich erwähnt und am 1. Juli 1972 nach Suderburg eingemeindet.

## Geographie

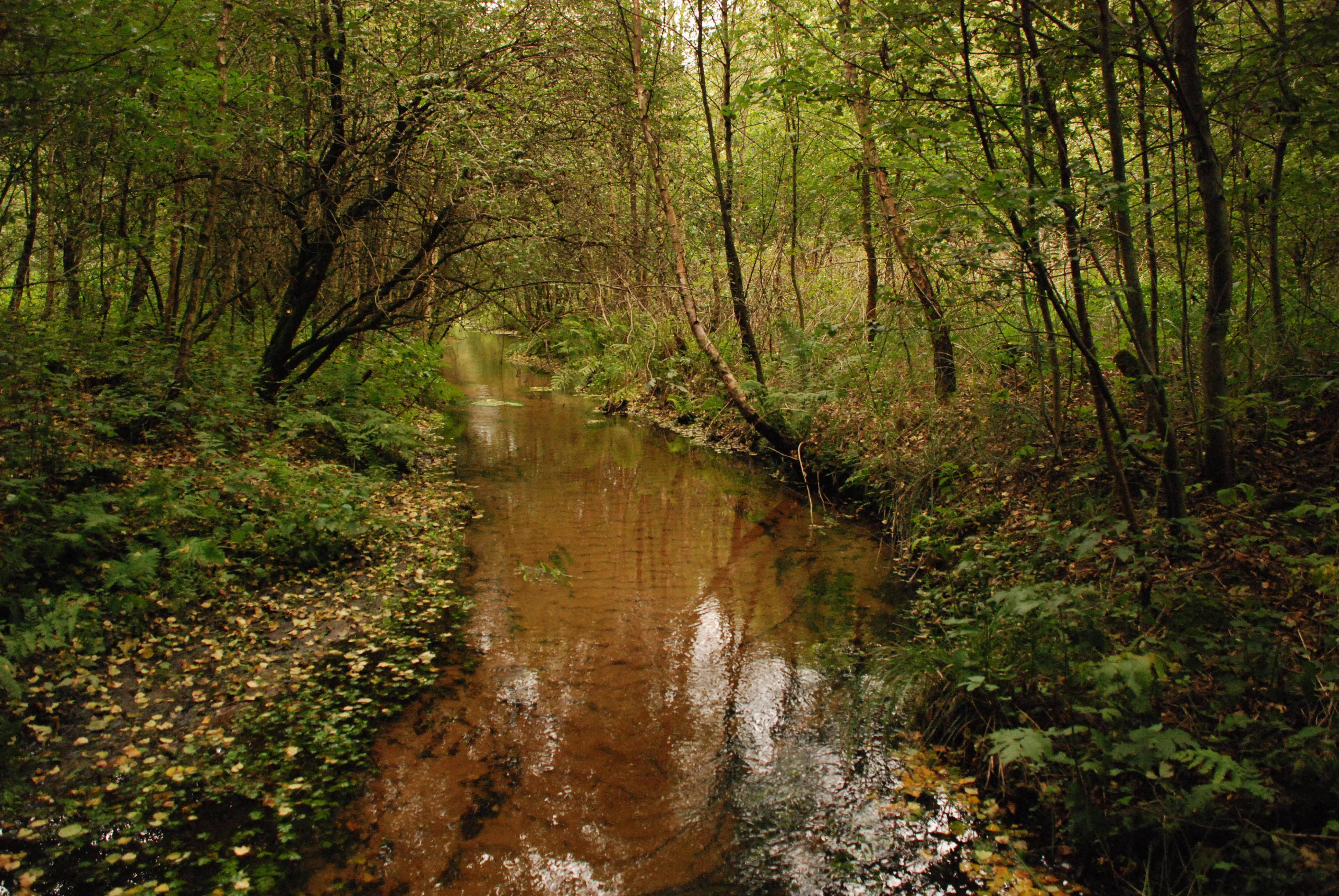
Räber Spring

Räber liegt im Süden der Lüneburger Heide im Hardautal, das ein Übergangsgebiet der Großlandschaften von Hoher Heide und Uelzener Becken ist. Das Dorf ist fast vollständig vom Lüßwald umschlossen. Im Norden des Ortes, der vor allem durch landwirtschaftliche Nutzflächen gekennzeichnet ist fließt der Olmsbach. Durch den Ort Räber fließt die Räber Spring. Beide Gewässer münden südlich in die Hardau. Das Straßendorf entfaltet sich hauptsächlich entlang der Alten Dorfstraße, umfasst aber auch einen westlichen Ausläufer sowie ein Neubaugebiet (Räber West II). Vom Nordosten ausgehend umgeben Räber die Orte Unterlüß, Dreilingen, Graulingen, Suderburg und Hösseringen.
Die Entstehung des Ortes fällt vermutlich mit der Entstehung der Heidelandschaft zusammen. Während deren Ursprung oft mit dem umfangreichen Holzbedarf der Lüneburger Salinen begründet wird, zeigte sich tatsächlich bereits ab dem Jahr 1000 ein starker Rückgang der Waldbestände sowie eine sukzessive Ausbreitung der Besenheide (Lüneburger Heide). Die Völkerwanderung und der damit einhergehende Siedlungsrückgang sowie eine intensive Beweidung scheinen für das Abnehmen des ursprünglichen Waldbestands und der Entstehung größerer offener Flächen gesorgt haben, in der sich die Besenheide ausbreiten konnte. Die leicht hügelige Landschaft um Räber wurde durch die Saale-Eiszeit gestaltet. Ihr von Endmoränen durchzogenes Terrain führte zu der Bezeichnung des oberen Bachteils der Räber Spring als „Räbersche Schweiz“.

## Geschichte

### Mittelalter und Frühe Neuzeit
Lokale Nachforschungen legen nahe, dass das Gebiet um Räber bereits in der Bronzezeit besiedelt war. Die Ortssiedlung selbst entstand vermutlich im 8. Jahrhundert. Eine erste urkundliche Erwähnung des Dorfs findet sich in einem Kaufvertrag über einen Hof in Räber aus dem Jahre 1313.
Im Mittelalter wechselte das Dorf vielfach die Besitzer aus Klöstern und Angehörigen des Ritterstands. Im 16. Jahrhundert findet sich erstmals ein Nachweis für den örtlichen Hofbestand mit 3 Vollhöfen, 3 Halbhöfen und 4 Koten sowie eine Schätzung der Einwohnerzahl zwischen 30 und 60.
In der Neuzeit kam es laut den lokalen Dorfchroniken zu Epidemien wie Pest und Typhus sowie zu Verwüstungen als Folge des Dreißigjährigen Krieges. Die Abseitslage des Orts erwies sich anscheinend als ein Vorteil, da so folgenreiche Ereignisse nur abgemildert erfahren wurden. Im Dorf entwickelte sich zwar kein umfangreiches Handwerks- oder Kaufmannsmilieu, jedoch eine erfolgreiche Landwirtschaft. Ein Chronist konstatierte rückblickend: „Die Armut scheint in Räber auszusterben. Heimisch war sie hier wohl noch nie.“

### 19. und 20. Jahrhundert
Überlieferungen zufolge gab es bereits im Jahr 1730 eine künstliche Wiesenbewässerung entlang der Räber Spring. Eine Technik, die etwa hundert Jahre später an der Wiesenbauschule Suderburg institutionalisiert bzw. gelehrt wurde und an deren Gründung (1853) sich Einwohner von Räber als Stifter beteiligten. Der Anschluss des Orts an das Eisenbahnnetz erfolgte im Zuge des Eisenbahnneubaus von Lehrte nach Harburg im Jahr 1847. Der teils auf einem Damm, teils im Geländeeinschnitt verlaufende, inzwischen auch zur ICE-Strecke ausgebaute Schienenstrang trennt noch heute den nördlichen Ortsrand von dem sich daran anschließenden Wald.
Der Zweite Weltkrieg endete vor Ort mit dem Einmarsch der Alliierten in das Dorf am 14. April 1945. In der Folge stand das Dorf, aufgrund der anhaltenden Kämpfe um Uelzen, für neun Tage unter Besatzung und war von den Einwohnern zu räumen. Auswirkungen auf die Gemeinde hatte der Zuzug von Heimatvertriebenen aus dem Osten, der für eine anhaltende Wohnungsnot sorgte. So verdoppelte sich nach dem Krieg die Einwohnerzahl und wuchs auf 435 Personen. Einige Heimatvertriebene blieben dauerhaft und veränderten die Sozialstruktur des Dorfes nachhaltig.
Die Nachkriegschroniken Räbers berichten vor allem vom wirtschaftlichen Wiederaufbau, den landwirtschaftlichen Erträgen und den klimatischen Bedingungen, wie etwa folgenschwere Orkane (1956) oder sich abwechselnde Dürre- und Rekorderntejahre (1959/60).
Die Anlegung des nichtkirchlichen Ortsfriedhofs erfolgte 1951 und die Fertigstellung der dort befindlichen Kapelle 1954. Das Ehrenmal der Gefallenen vom Dorfplatz wurde 1959 dorthin umgesetzt.
Der Gemeinde Räber selbst wurde bereits im Jahre 1940 die Berechtigung erteilt, im Süden des Ortes, an der Einmündung von Räber Spring und Hardau, einen Badeteich anzulegen. Doch erst im Jahr 1969 kam es zur Bauentscheidung und am 29. Juli 1971 zur Einweihung des Hardausees. Am 1. September 1977 fand nach einjähriger Bauzeit die Einweihung des Springsees statt. Der in der Nähe des südlichen Ortseingangs liegende Dorfteich samt Rundwanderweg hat eine Fläche von ca. 1,5 ha.
Die im Jahre 1818 erstmals und nach einem Brand im Jahre 1864 neu erbaute Ortsschule wurde im Jahr 1972 geschlossen und in ein Wohnhaus umgewandelt.
Im Mai 1976 erhielt Räber Straßenbezeichnungen mit Hausnummern. Seit dem Jahr 1979 nahm der Ort am Wettbewerb Unser Dorf hat Zukunft teil. 1981 und 1983 erreichte das Dorf den 1. Platz im Landesvergleich sowie 1992 und 2008 im Kreiswettbewerb. 1984 scheiterte der Versuch, die Genehmigung für ein Dorfwappen zu erhalten, vor allem daran, dass dem Dorf die Gemeindeeigenschaft fehlt.

### 21. Jahrhundert
Im Jahr 2013 fand die 700-Jahr-Feier des Orts mit entsprechender Gedenksteinlegung in der Ortsmitte statt.

### Ortsname
Mythologische Überlieferungen berichten von Riesen, die im Gebiet von Räber gewohnt haben und über den Berg hinweg nach Hösseringen gerufen haben sollen, „Kummt doch mol röber, rööber, röööber!“
Etymologische Studien befördern die These, dass das Wort „bearo/ bero“ die Schweinemast bezeichnet und aufgrund der höchst erfolgreichen lokalen Schweinemast, dies dem Ort wohl den Namen eingetragen habe.
Andere Quellen interpretieren der ursprünglichen Ortsnamen als „Flusswald“, da das Dorf an der Räber Spring, dem umliegenden Wald und somit in einer lebensgünstigen Umgebung entstanden sei. So datiert eine entsprechende, erstmalige Erwähnung als „Retbere“ auf das Jahr 1033.
Andererseits gibt es Zweifel, ob eine Flurbezeichnung, die mit „Auwald“ übersetzt werden kann stimmt. Diese ergibt sich, wenn man das „Grundwort 'b(e)aro = Wald' [mit] dem Bestimmungswort 'Hriot = Schilf oder niederdeutsch Reet' zusammensetzt“.
In historischen Dokumenten finden sich zudem zahllose weitere Schreibweisen des Ortsnamens:
- 1313 Redhebere
- 1328 Reberen
- 1329 Redhere
- 1360 Reybere
- 1420 Redebere
- 1429 Redeber

### Gebietszugehörigkeiten
Aus den historischen Dokumenten leiten sich folgende Zugehörigkeiten ab:
- Bis 1794 Vogtei Bienenbüttel
- Bis 1859 Amt Bodenteich
- Bis 1885 Amt Oldenstadt
- Ab 1885 Landkreis Uelzen
- Bis 1966 Kassen und Rechnungsverband Räber/ Bahnsen
- Bis 1972 Samtgemeinde Hösseringen (kleine Samtgemeinde mit Bahnsen und Hösseringen)
- Seit 1. Juli 1972 Samtgemeinde Suderburg

### Entwicklung der Einwohnerzahl
Entsprechend der verfügbaren Dokumente zeigt sich folgende Entwicklung:
| Jahr      | 001823 | 001848 | 001867 | 001871 | 001885 | 001895 | 001910 | 001920 | 001925 | 001933 | 001937 | 001939 | 001946 | 001947 | 001950 | 001961 | 001970 | 001990 | 002002 | 002017 |
| Einwohner | 131    | 236    | 215    | 233    | 251    | 248    | 220    | 227    | 214    | 208    | 217    | 217    | 163    | 433    | 438    | 308    | 257    | 251    | 205    | 190    |

## Kultur und Sehenswürdigkeiten

### Vereine und Dorfleben

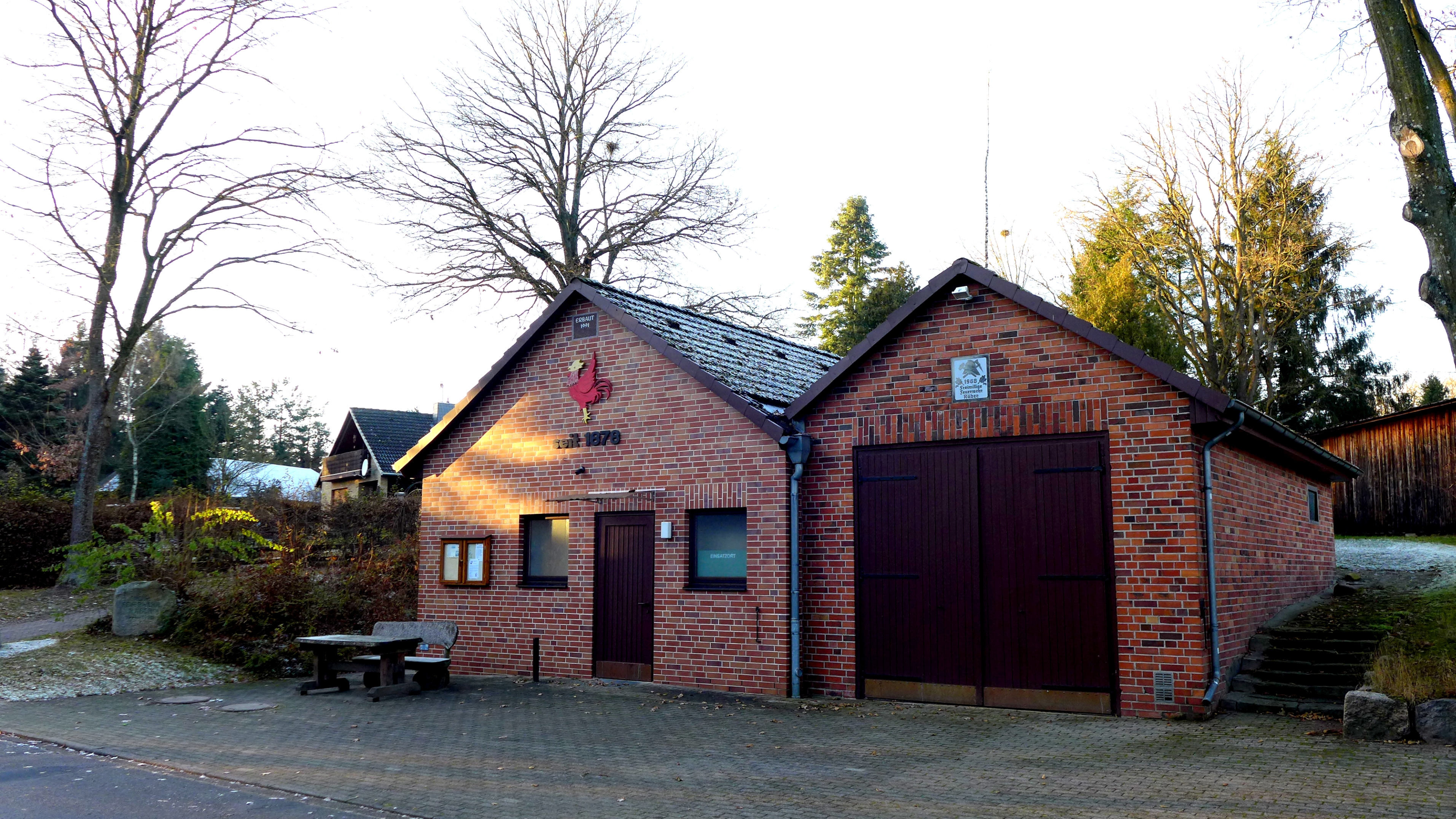
Feuerwehrhaus in Räber

Die zentrale Gemeinschaft des Dorfs ist die Freiwillige Feuerwehr Räber. Gegründet am 18. Februar 1878, noch gemeinsam mit der Hösseringer Wehr, stellt sie seit 1899 eine eigenständige Wehr. Die nach wie vor prekäre Lage der Heidelandschaft in Kombination mit der seinerzeit historischen Gefahr des Funkenflugs von Dampflokomotiven, aber auch die typische Bauweise der lokalen strohgedeckten Häuser, machen die örtliche Wehr seit jeher zu einem unverzichtbaren Element der Dorfgemeinschaft. In den Jahren 1978 sowie 2003 wurde dementsprechend das 100 bzw. 125-jährige Bestehen umfassend öffentlich gefeiert.
Ebenfalls bereits im 19. Jahrhundert und im Rahmen der Agrarreformen, entstand die Realgemeinde Räber, der alle Grundstückseigentümer des Orts bis heute angehören.

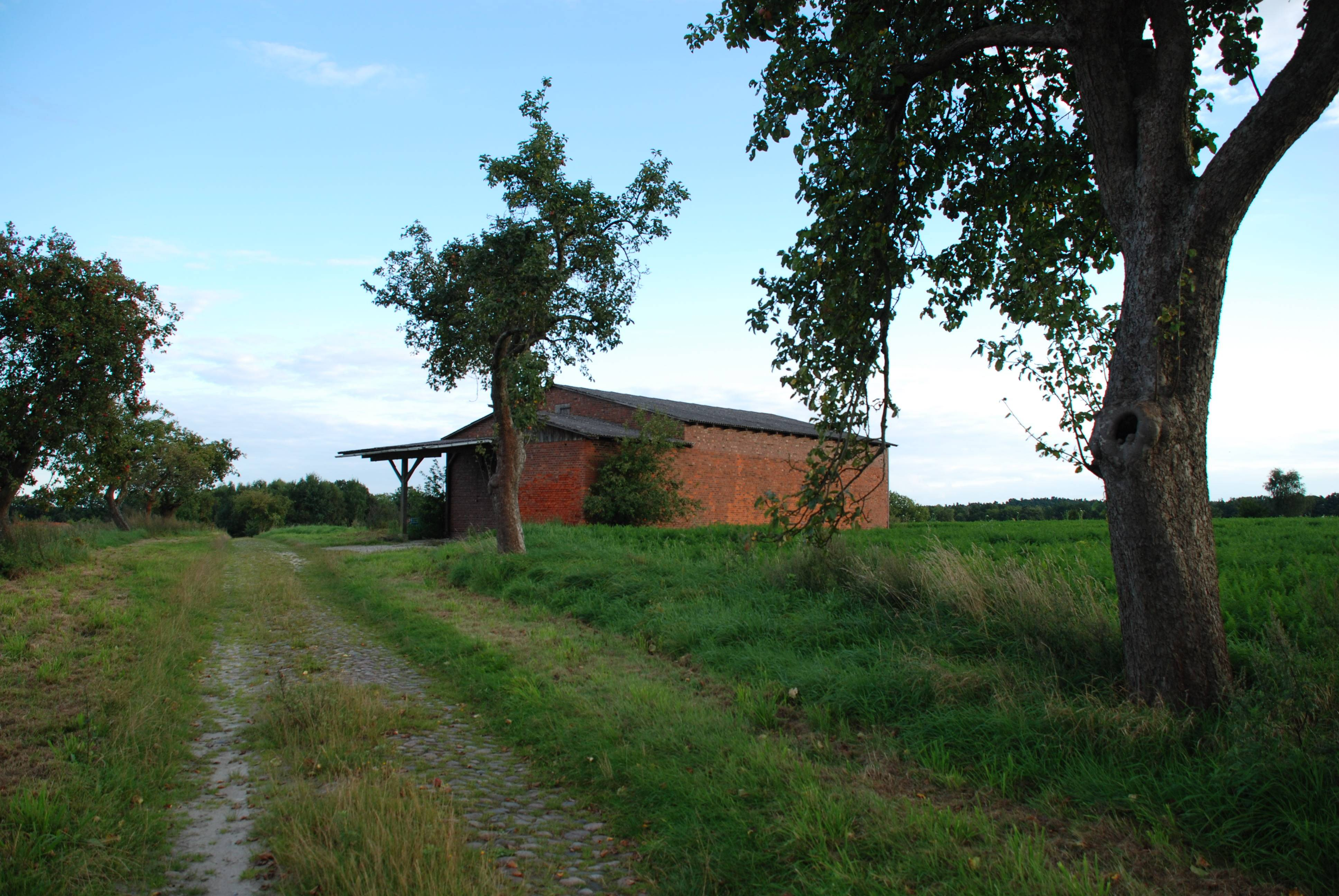
Veranstaltungsort Osterfeuer Räber

Darüber hinaus erreichte der Kegelklub des Ortes eine überregionale Bekanntheit, als dieser durch den NDR-Moderator Hubertus Meyer-Burckhardt für einen Tag besucht und schließlich im Rahmen der Sendung „Der Vereinsmeyer“, am 4. Januar 2014, vorgestellt wurde. Im Rahmen der Ausstrahlung der Sendung waren zudem einige Vereinsmitglieder als Teil der Sendung „DAS!“ zu Gast auf dem „Roten Sofa“.
Das jährliche Osterfeuer ist ein bedeutendes Ereignis, an dem fast die gesamte Dorfgemeinschaft teilnimmt.

### Ortsansichten

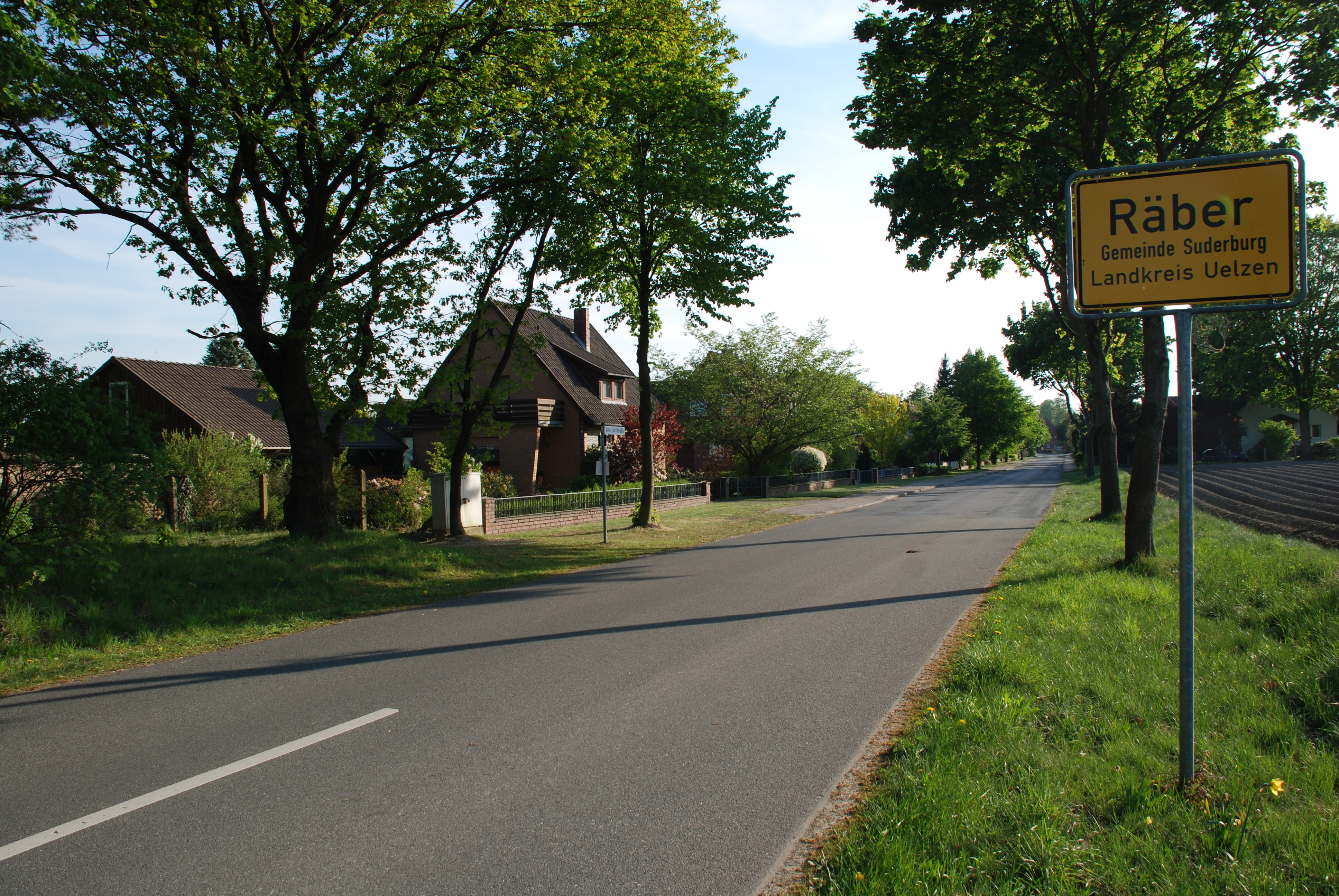
Östlicher Ortseingang mit Ortsschild
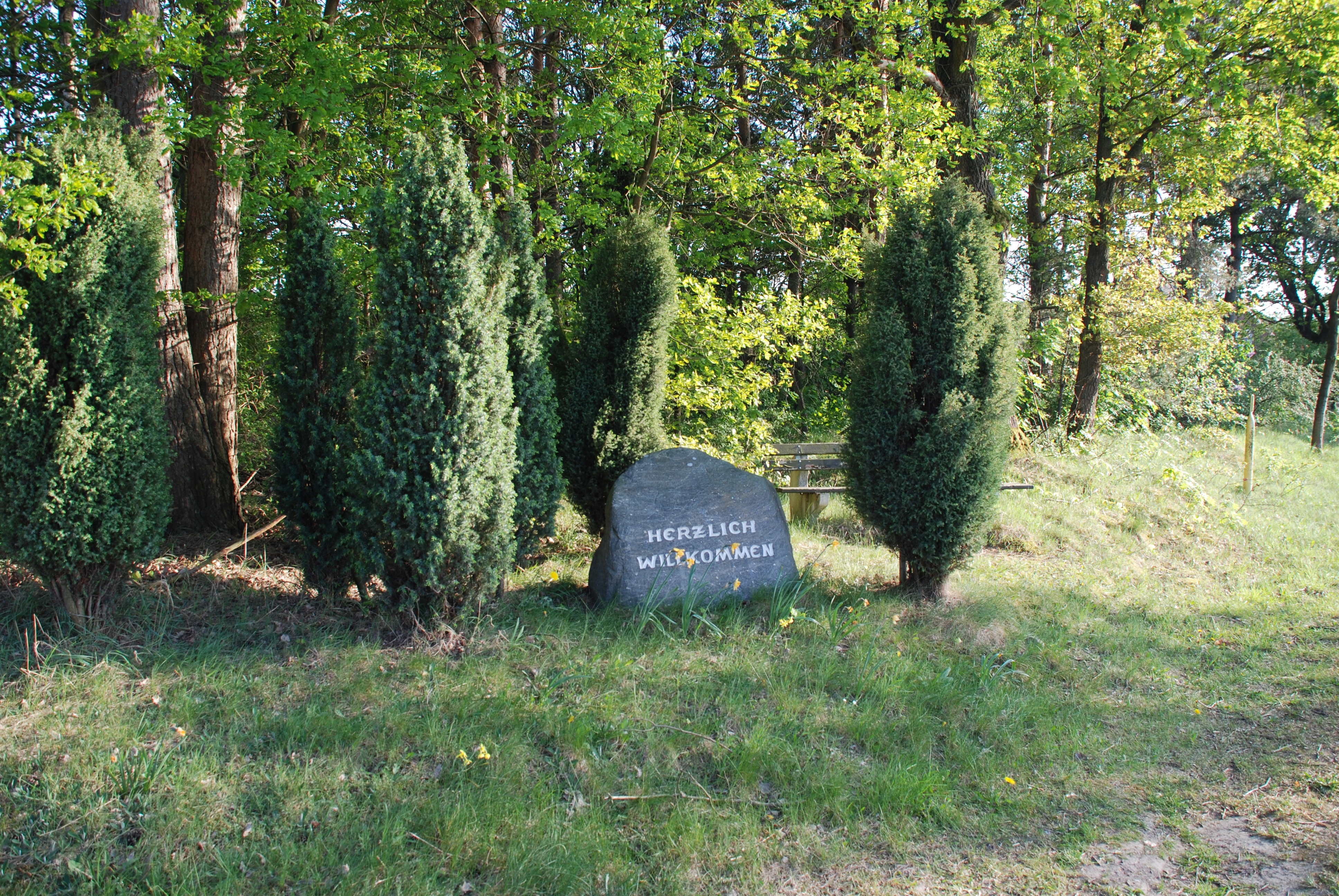
Östlicher Ortseingang Willkommensstein
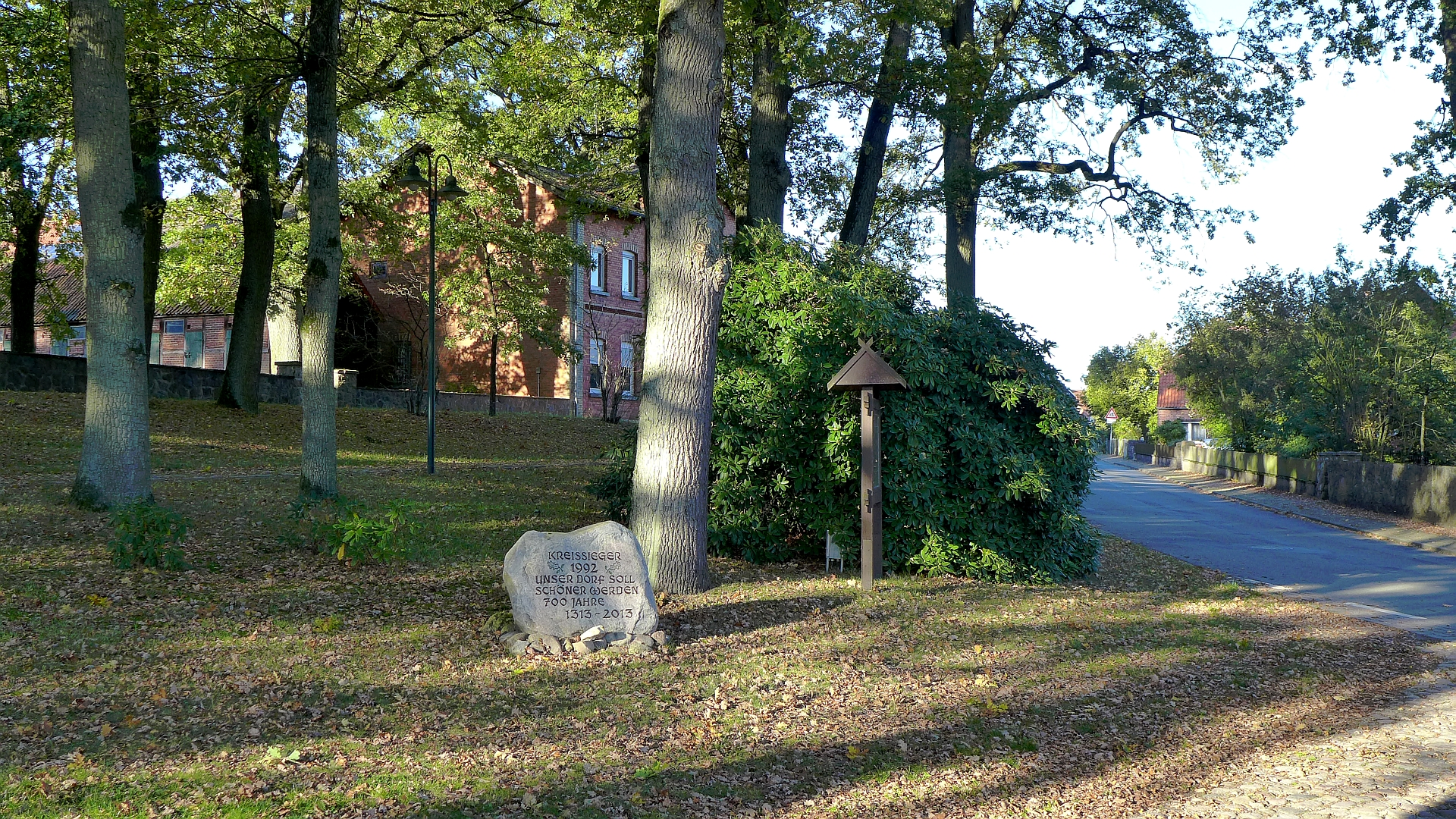
Dorfplatz
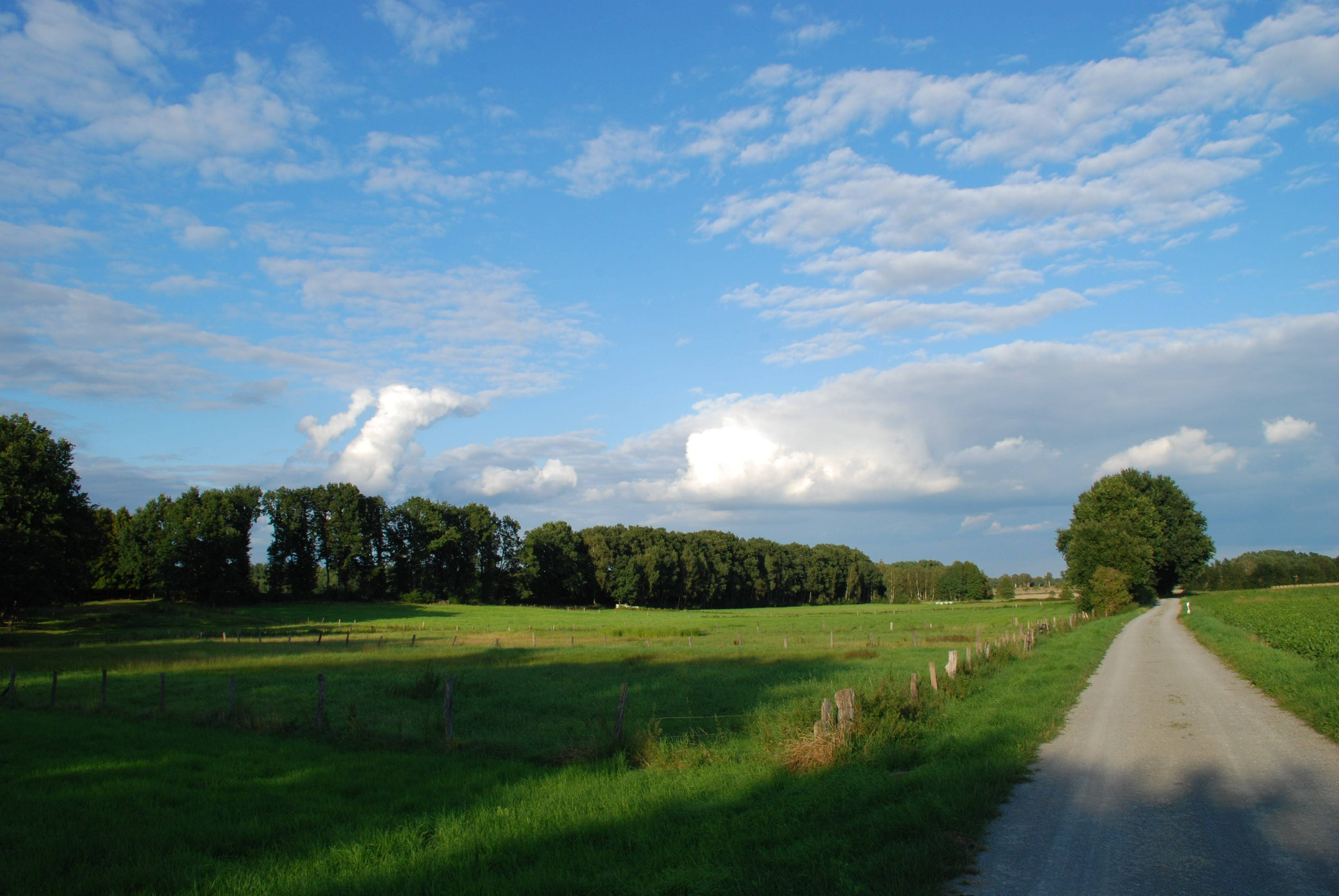
Wanderweg nördlicher Dorfrand

### Sehenswürdigkeiten
- Etwa zwei Kilometer südöstlich des Dorfes befindet sich der Hardausee, an dem ein Grill- und Campingplatz liegt.
- Zwischen Räber und Hösseringen befindet sich der Aussichtsturm Räber-Hösseringen. Der 37,5 m hohe verklinkerte Turm dient als Träger von Mobilfunkantennen, bietet aber auch eine in 35 Meter Höhe liegende Aussichtsplattform.
- Räber ist Teil der ersten Stoppomat-Strecke Norddeutschlands. Diese führt als 10 km langer Rundkurs von Suderburg über Räber und Hösseringen.[10]
- Im Nachbarort  befinden sich das Museumsdorf Hösseringen sowie der rekonstruierte ehemalige Landtagsplatz des Fürstentums Lüneburg.